# Cantón de Vigneulles-lès-Hattonchâtel
El cantón de Vigneulles-lès-Hattonchâtel era una división administrativa francesa, que estaba situada en el departamento de Mosa y la región de Lorena.

## Composición
El cantón estaba formado por catorce comunas:
- Beney-en-Woëvre
- Buxières-sous-les-Côtes
- Chaillon
- Dompierre-aux-Bois
- Heudicourt-sous-les-Côtes
- Jonville-en-Woëvre
- Lachaussée
- Lamorville
- Nonsard-Lamarche
- Saint-Maurice-sous-les-Côtes
- Seuzey
- Valbois
- Vaux-lès-Palameix
- Vigneulles-lès-Hattonchâtel

## Supresión del cantón de Vigneulles-lès-Hattonchâtel
En aplicación del Decreto n.º 2014-166 de 17 de febrero de 2014, el cantón de Vigneulles-lès-Hattonchâtel fue suprimido el 22 de marzo de 2015 y sus 14 comunas pasaron a formar parte del nuevo cantón de Saint-Mihiel.